# Музей коньячної справи М. Л. Шустова
Музей коньячної справи Шустова (рос. Музей Коньячного Искусства Шустова) — музей при Одеському коньячному заводі, що входить у міжнародний алкогольний холдинг Global Spirits. Присвячений історії заводу, історії династії Шустових, технології виробництва коньяку (бренді), коньячній справі в Одесі. Групові та індивідуальні екскурсії музеєм проводяться з дегустацією коньяків різної витримки. Оригінальний інтер'єр музею, розташованого фактично у підвалі (підземному цеху) Одеського коньячного заводу, виконав відомий український архітектор та дизайнер Денис Беленко.
У 2015 році Музей був занесений на туристичну карту винних маршрутів, складену Асоціацією з культурно-туристичного обміну при Раді Європи (АСТЕ).

## Цікаві факти
- Погреби заводу, в яких сьогодні, зокрема, розташовується музей, раніше з'єднувалися з Одеськими катакомбами. До революції через підземні виробки в них проникали заповзятливі жителі Молдаванки, розкрадаючи алкогольні багатства заводу. Наразі катакомби під заводом запульповані, як і нижній ярус льохів. Залишилася тільки ліфтова шахта, що веде вниз, і відвідувачі кидають у неї монетки — «щоб повернутися»[3].

## З експозиції

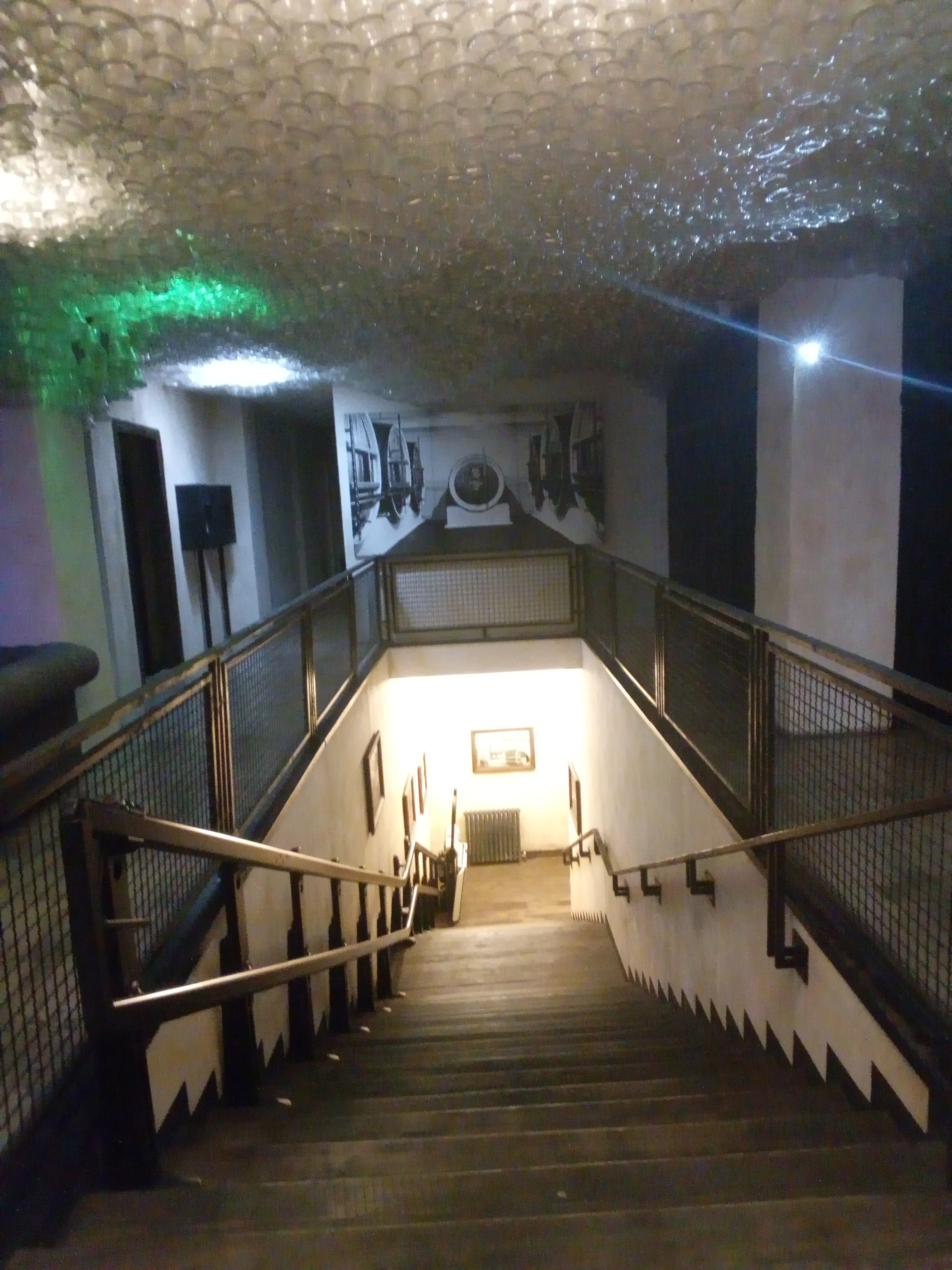
Спуск до Музею Шустова
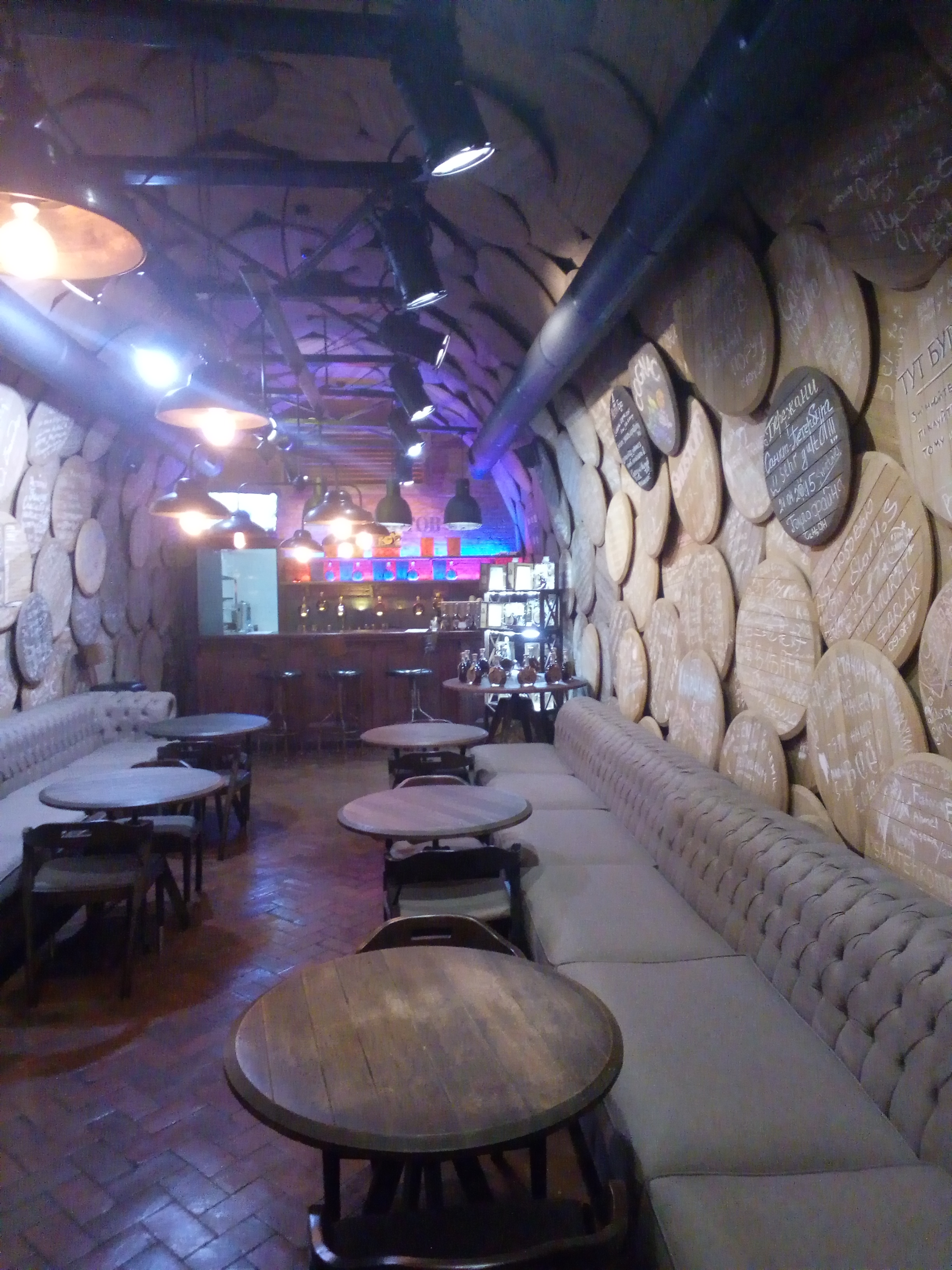
Бар Музею Шустова
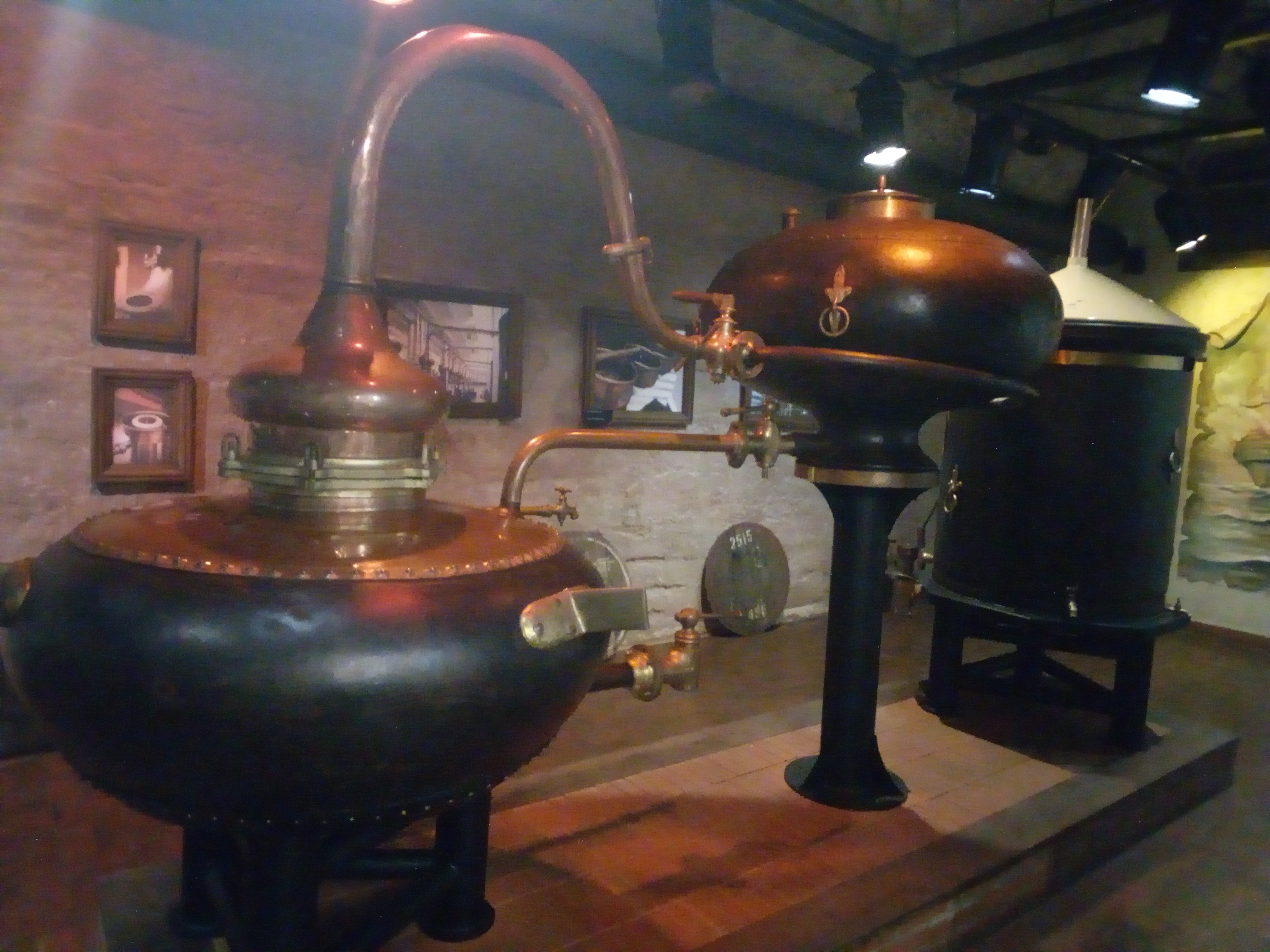
Перегінний апарат у Музеї Шустова
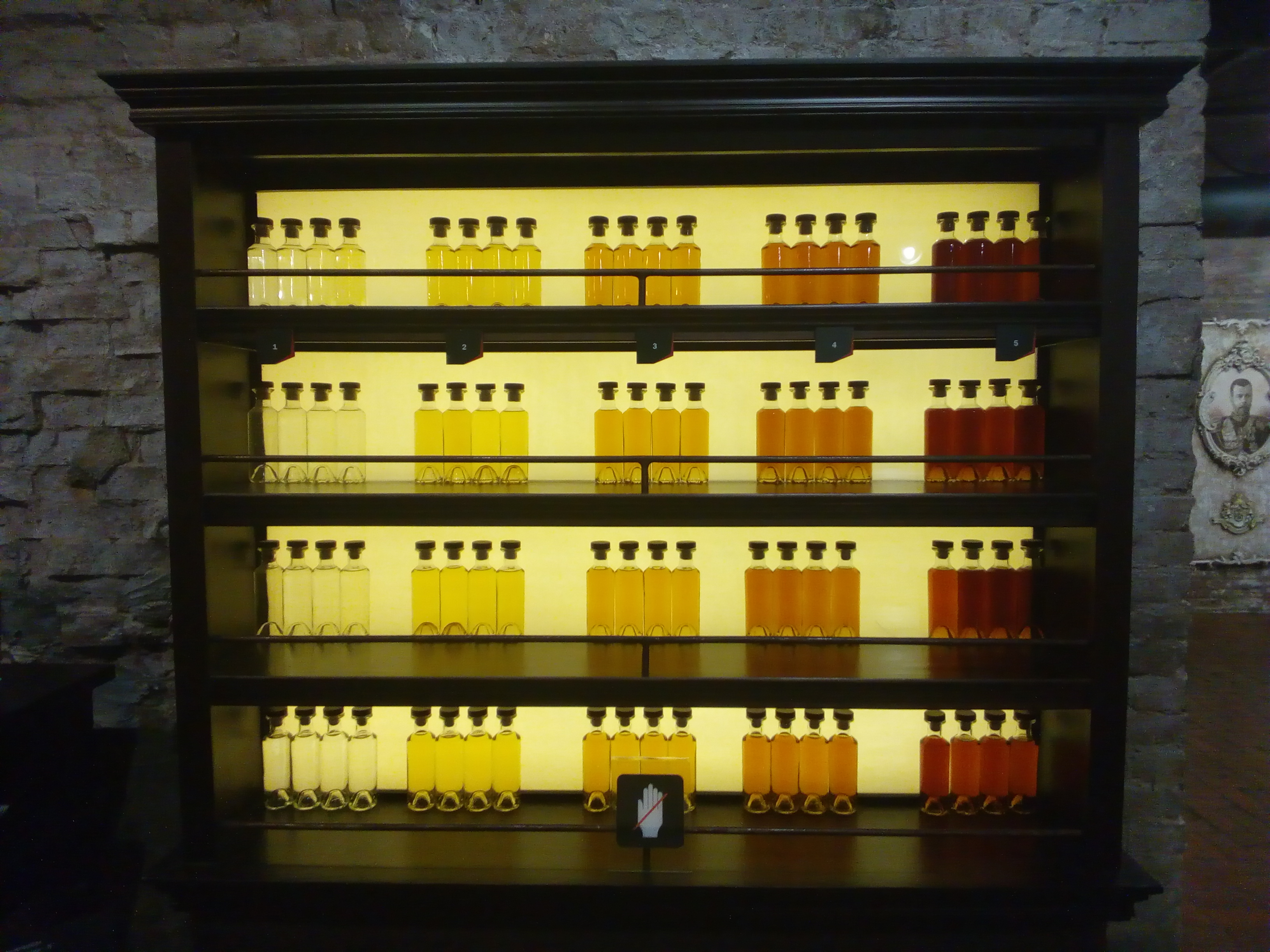
Кінячні спирти різної витримки
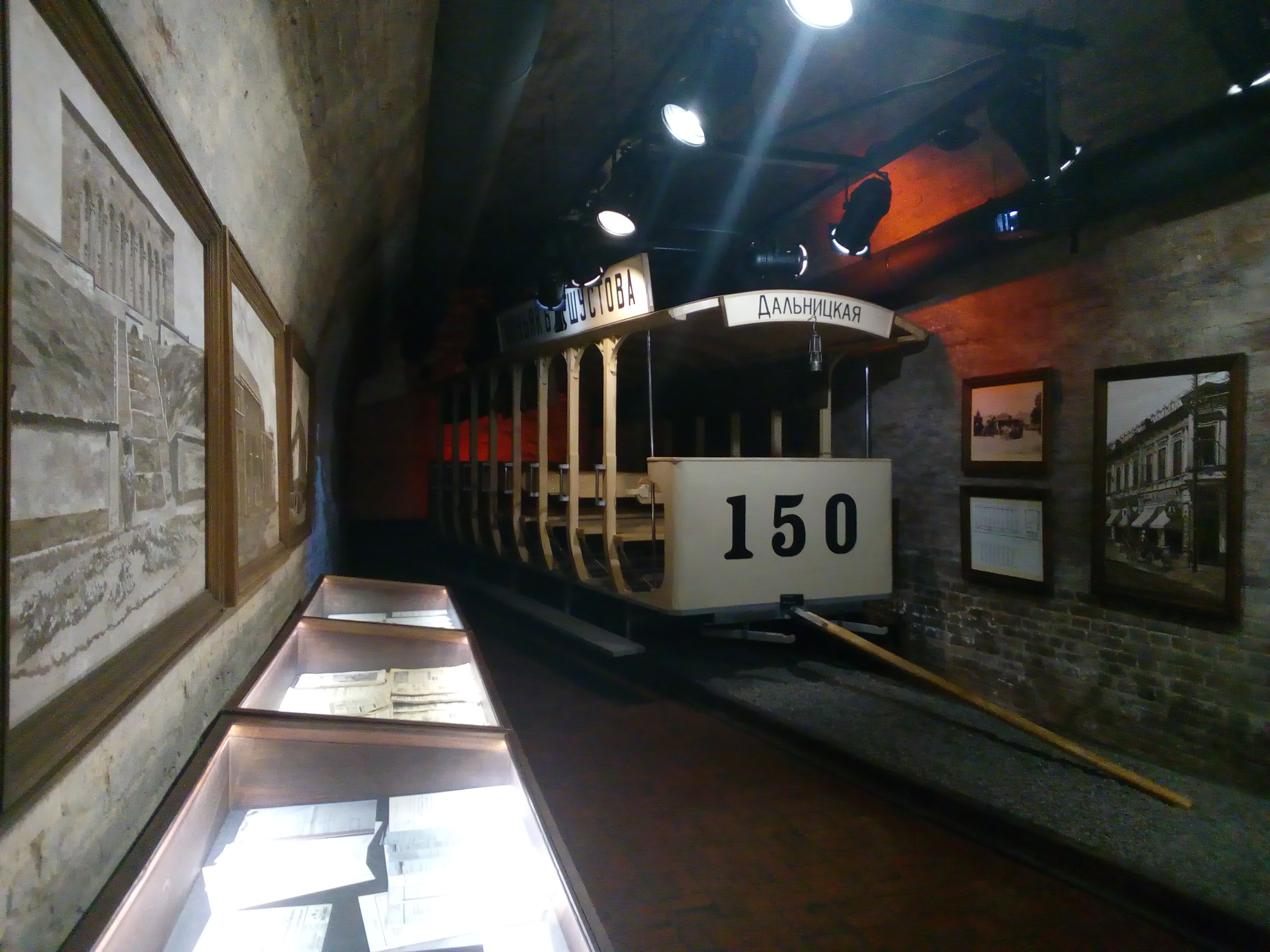
Музей Шустова, стара Одеса
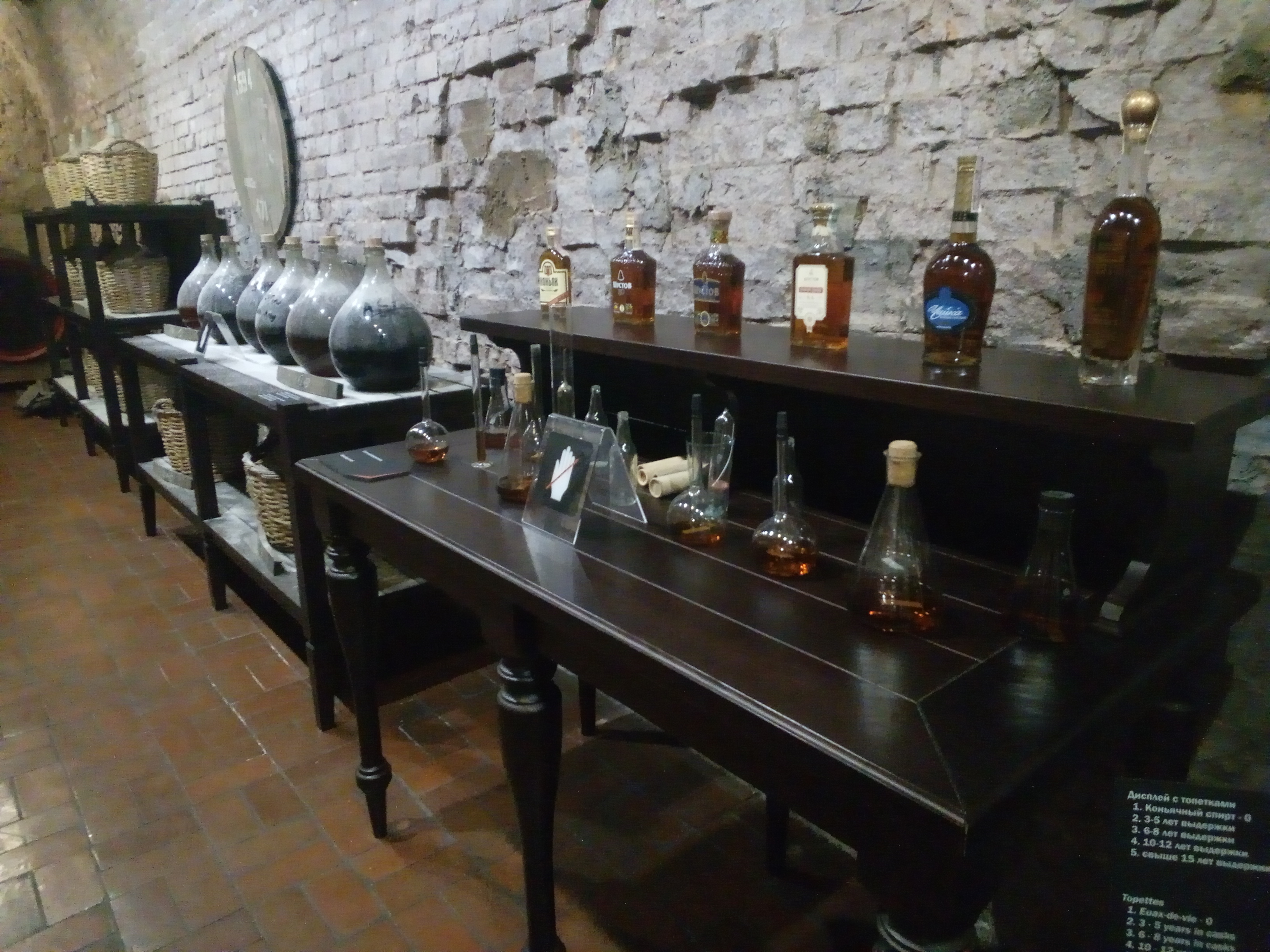
Коньяки Шустова
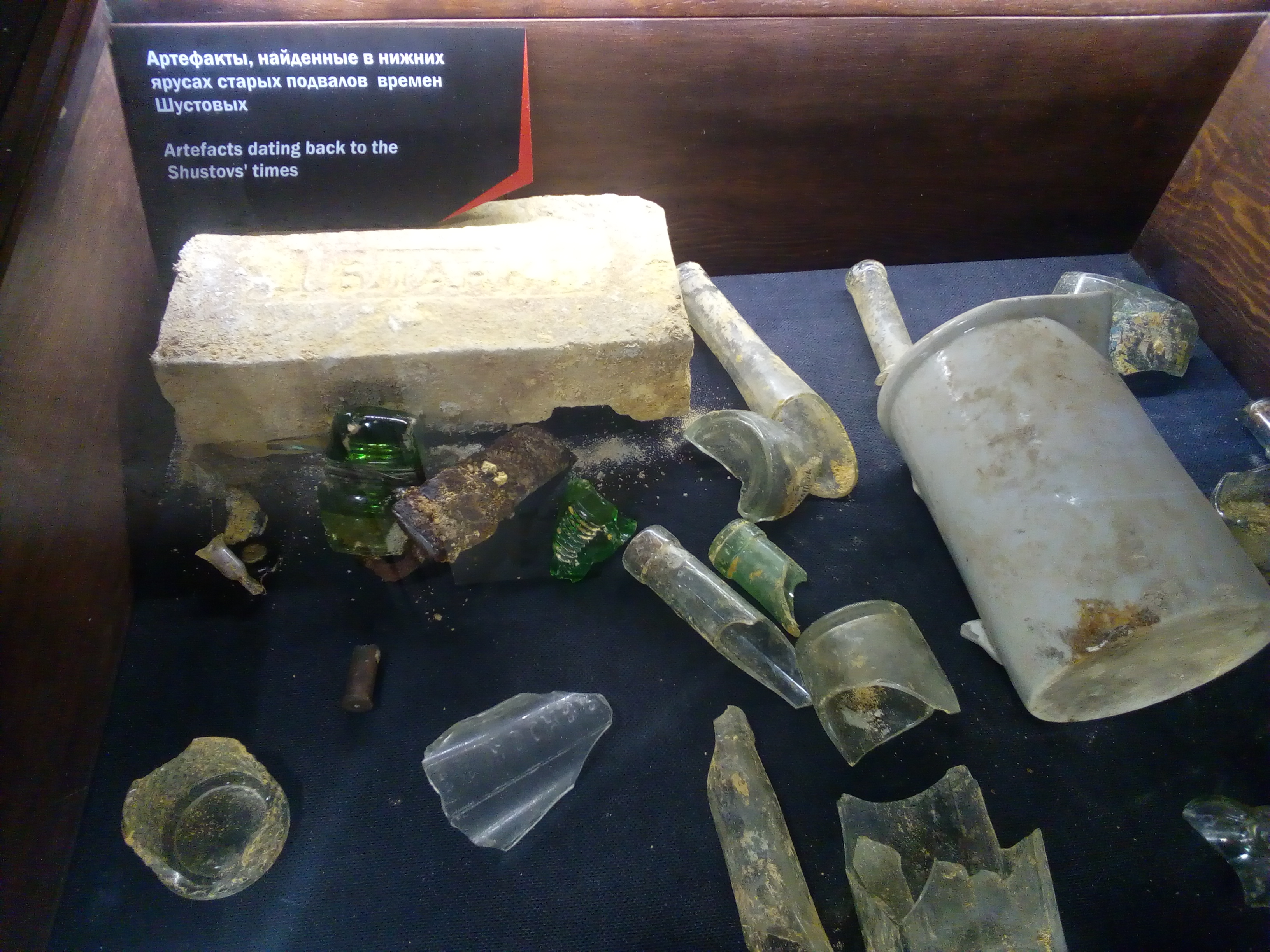
Артефакти з катакомб
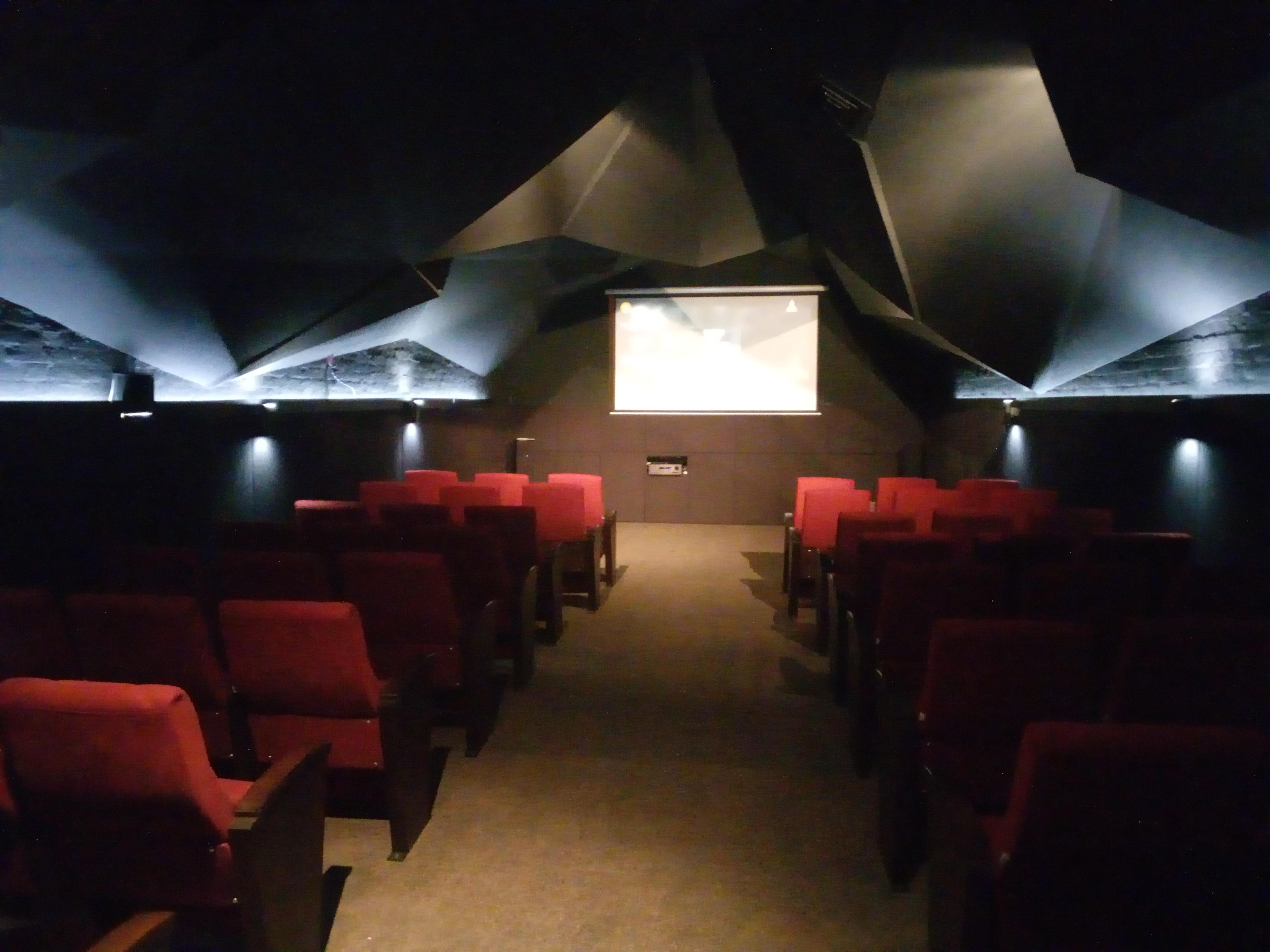
Лекторій Музею Шустова
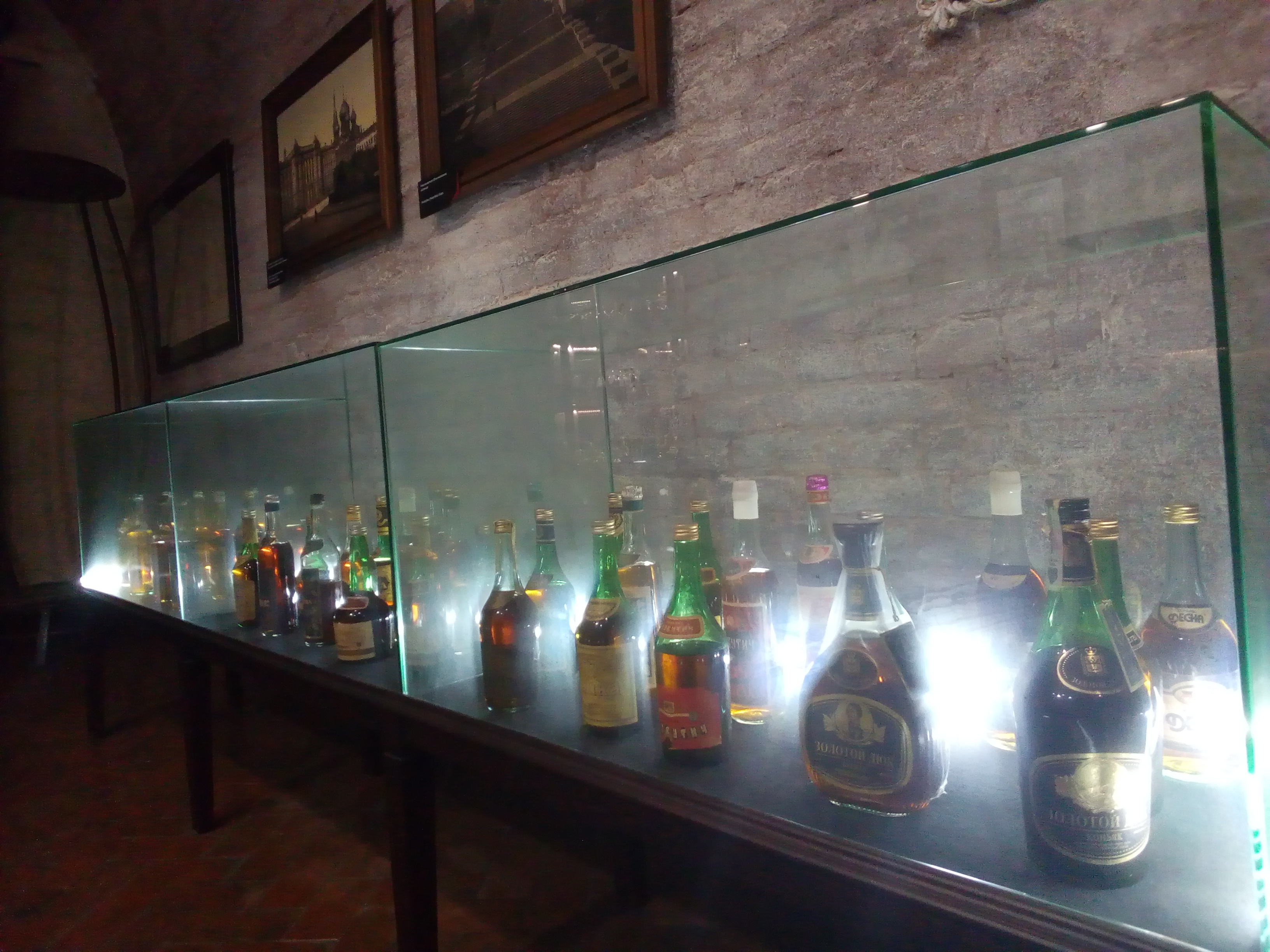
Історія продукції
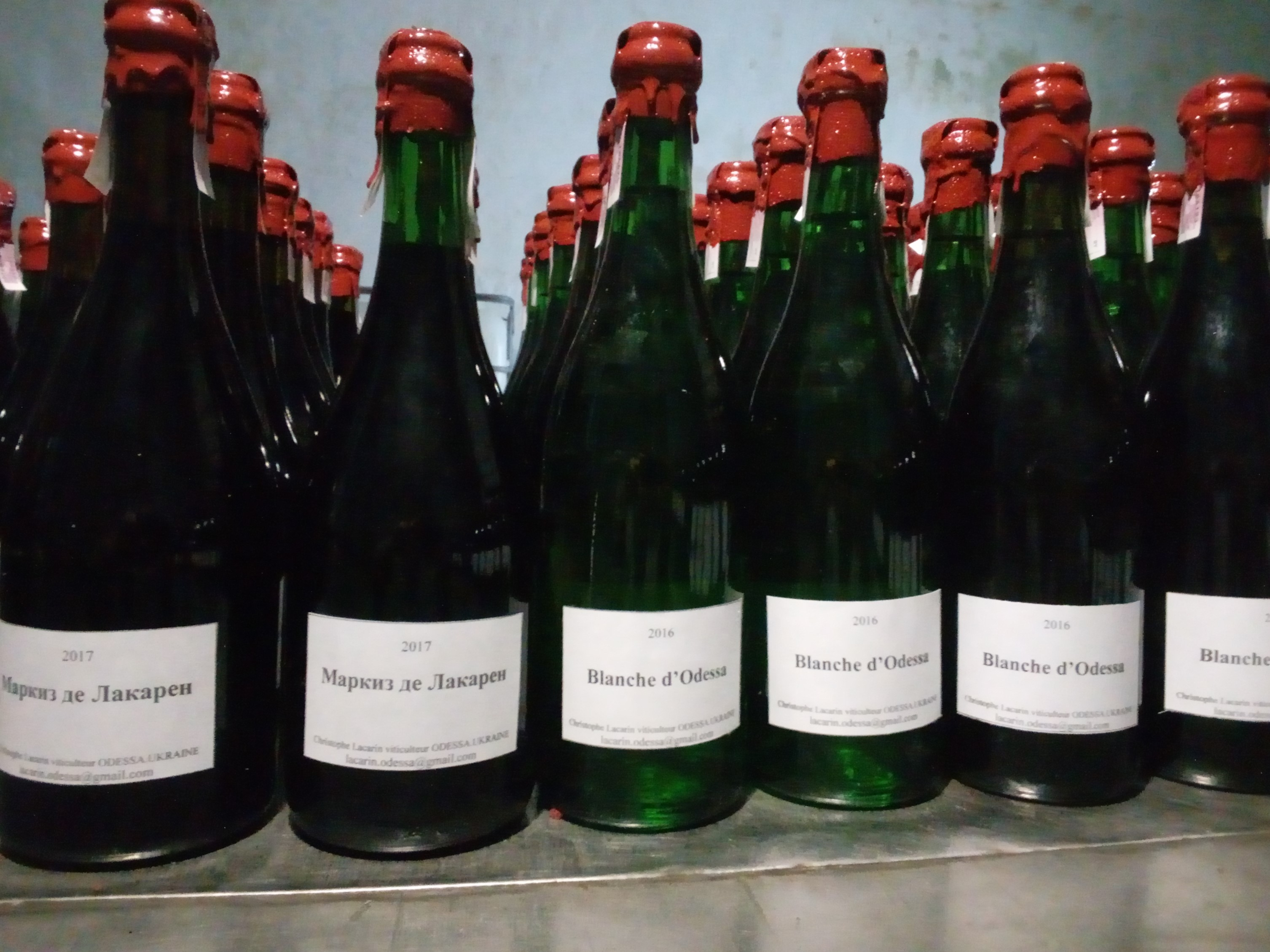
Зразки продукції